# Ремонтненский уезд
Ремонтненский уезд - административно-территориальная единица в составе Калмыцкой автономной области, существовавшая с 1921 по 1925 год.

## История
Уезд образован постановлением ЦИК Калмобласти от 22 февраля 1921 года в составе сёл: Ремонтное, Больше-Ремонтное, Валуевка, Киша, Кресты, Кормовое, Приютное, Богородское (Шандаста). 
Образование в составе Калмыцкой области Ремонтненского уезда должно было упорядочить структуру землепользования. Уезд с населением 49 524 человек охватывал территорию площадью 650 692 десятин. Однако население уезда пользовалось не только землями в его границах, но и продолжало пользоваться оброчными, арендными и иными участками земли, находившимися вне границ уезда, например, в соседней Донской области. Это усложняло национально-земельные отношения. Кроме того, Манычский улусный исполнительный комитет произвел в 1922 году «уравнительную»  раскладку налога по 150 тысяч рублей на каждую волость, забыв, что Элистинская волость имела примерно столько же скота, сколько все пять калмыцких волостей (аймаков). Это вызвало недовольство среди населения Калмыцкой области. В конце 1922 года Элистинская волость была включена в состав Ремонтненского уезда.  
Постановлением Президиум ВЦИК 25 мая 1925 года Ремонтненский уезд Калмыцкой области был ликвидирован, сёла Обильное, Заветное, Торговое, Валуевка, Ремонтное, Больше-Ремонтное, Киша, Кресты, Кормовое и Богородское передавались в состав Сальского округа Северо-Кавказского края. Сёла Троицкое (Булгун), Элиста, Вознесеновка (Керюльта), Бислюрта, Приютное были включены в Манычский улус, а Садовое, Уманцево, хутор Толочкова – в Малодербетовский улус Калмыцкой автономной области.